# Donacoscaptes paranella
Donacoscaptes paranella là một loài bướm đêm trong họ Crambidae.